# ليو وين (طبيب)
ليو وين (بالإنجليزية: Liu Wen)‏، هو طبيب أعصاب صيني في مستشفى ريد كورس في ووهان وأحد المبلغين عن جائحة فيروس كورونا 2019–20.

## حياته
- SARS已基本确定，护士妹妹们别出去晃了。

درس ليو طب الأعصاب في قسم الطب بجامعة ووهان وعمل في مستشفى ريد كورس في ووهان، في 30 ديسمبر 2019 أرسل رسالة في جروب العمل في برنامج التواصل الاجتماعي وي تشاتيقول فيها «تم تأكيد حالة الالتهاب الرئوي الفيروسي التاجي المعدية للتو في حي هوهو بالمستشفى الثاني. ربما سيتم عزل الأماكن المحيطة بهوانان، لقد تم تأكيد الإصابة بمرض السارس بشكل أساسي يرجى من الأخوة الممرضات أن لا يخرجن.» في 31 ديسمبر قابلته الإدارات ذات الصلة في المستشفى وسألته عن مصادره وأخبرته أن لا يقم بنشر شائعات ملفقة، وفي المقابلات الإخبارية بعد ذلك، قال إنه سمع في ذلك الوقت أنه كان التهاب رئوي بسبب عدوى الفيروسات التاجية، وما كان لديه انطباعًا عنه هو السارس وفيروس كورونا فقط وأنه ذكّر الطاقم الطبي بإيلاء المزيد من الاهتمام للسلامة لأنه اعتبر أنه قد يكون هناك انتقال من شخص لآخر.
قال ليو إنه تم إستدعائه إلي مركز الشرطة في 2 يناير. وطلبت الشرطة مصدر الخبر وما حدث، سُردت النصوص المكتوبة، ثم طُلب من ليو التوقيع، لكنه لم يتلق أي توبيخ كتابياً مثل لي وين ليانغ، وقال ليو إن الرحلة إلى مركز الشرطة تسببت في بعض الضغط عليه، لكنه لم يندم عليها. وقالت شركة Caixin التي كانت تدير الحوار أن ليو وين أحد المبلغين عن الفيروس، مثل الطبيبين الآخرين الذين تم تهديدهم من قبل شرطة الأمن العام.